# Piermario Morosini
Piermario Morosini (Bèrgam, 5 de juliol, 1986 – Pescara, 14 d'abril, 2012) fou un futbolista italià que jugava amb l'equip Livorno en la posició de migcampista.
Morosini va ser internacional en totes les categories inferiors de la selecció italiana. Amb la selecció sub-21 va disputar un total de 19 partits, inclosa l'Eurocopa Sub-21 de 2009 celebrada a Suècia.
Morosini va morir el 14 d'abril de 2012, mentre el Livorno disputava un partit contra l'equip Delfino Pescara 1936, de la Serie B de la Lliga italiana de futbol. Al minut 31 del partit, Morosini es va trobar malament i va caure sobre la gespa. En el propi estadi li van practicar un massatge cardíac amb un desfibril·lador, i posteriorment va ser traslladat en ambulància a l'Hospital Civil de Pescara. A l'hospital no va poder ser reanimat i una hora després de la seva arribada va morir.